# Isorhamnétine
L'isorhamnétine est un composé organique de la famille des flavonols. On peut la trouver dans la Tagetes lucida, une plante réputée psychédélique originaire du Mexique et d'Amérique centrale.

## Métabolisme
L'enzyme quercétine 3-O-méthyltransferase catalyse la réaction entre la S-adénosylméthionine et la quercétine qui produit la S-adénosylhomocystéine et l'isorhamnétine.
L'enzyme 3-méthylquércetine 7-O-methyltransférase catalyse la réaction entre la S-adénosylméthionine et l'isorhamnétine qui produit la S-adénosylhomocystéine et la rhamnazine.

## Hétéroside
L'isorhamnétine est naturellement présente sous forme d'hétérosides dans lesquels elle joue le rôle de l'aglycone. On peut citer notamment :
- L'isorhamnétine-3-O-rutinoside-7-O-glucoside
- L'isorhamnétine-3-O-rutinoside-4'-O-glucoside